# Alamo (Dakota Północna)
Alamo – miasto w Stanach Zjednoczonych, w stanie Dakota Północna, w hrabstwie Williams.